# Bistum Kayanga
Das Bistum Kayanga (lat.: Dioecesis Kayangana) ist ein Bistum der römisch-katholischen Kirche mit Sitz in Kayanga in Tansania.

## Geschichte
Papst Benedikt XVI. gründete das Bistum am 14. August 2008 aus Gebietsabtretungen des Bistums Rulenge und unterstellte es dem Erzbistum Mwanza als Suffraganbistum. Seit dem 14. August 2008 ist Almachius Vincent Rweyongeza Bischof.